# Nectamia annularis
Poisson cardinal à queue baguée
Espèce
Synonymes
- Apogon annularis Rüppell, 1829

Statut de conservation UICN

 LC  : Préoccupation mineure
Nectamia annularis, ou communément nommé Poisson cardinal à queue baguée, est une espèce de poisson marin de la famille des Apogons ou Poissons-cardinaux.

## Description
Nectamia annularis est un poisson de petite taille pouvant atteindre 7 cm de long. Son corps est modérément allongé et compressé latéralement. Il possède deux nageoires dorsales translucides, une seule ligne latérale, une grande bouche ainsi que de grands yeux.
Sa livrée est grise argentée avec un anneau noir sur le pédoncule caudal.

## Distribution et habitat
Nectamia annularis est présent dans les eaux tropicales de l'ouest de l'Océan Indien, de la mer Rouge au Golfe d'Aden et aux Maldives.
Ils vivent proche des récifs coralliens en eau peu profonde jusqu'à 17 m.

## Alimentation
Ces Apogons sont zooplanctonophages.

## Comportement
Ils ont une activité nocturne et se forment de petits groupes au-dessus des récifs à la tombée de la nuit afin de se nourrir, la journée ils se cachent dans des anfractuosités ou dans des cavités afin de se reposer à l'abri des prédateurs potentiels. 